# Huguette Couffignal
Huguette Couffignal (geb. im 20. Jahrhundert, um 1940) ist eine französische Autorin von Kochbüchern, die ab Ende der 1960er-Jahre herausgegeben wurden. Sie erkundete Die Küche der Armen in den von ihr bereisten Weltregionen.

## Leben
Die Lebensgeschichte von Huguette Couffignal ist bislang nicht bekannt. Recherchen dazu seien nahezu ergebnislos verlaufen, sagte Herausgeberin Barbara Kalender im Gespräch mit Deutschlandfunk Kultur anlässlich der Neuausgabe von Die Küche der Armen im Jahr 2023. Herauszufinden war lediglich laut Kalender, dass Couffignal mehrere Kochbücher verfasste, die in den 1970er Jahren von dem Pariser Verleger Robert Mortel herausgegeben wurden. Zudem geht sie davon aus, dass Couffignal alle Weltregionen mit der Ausnahme Australiens bereist haben muss.

## La Cuisine des Pauvres
Ihr bekanntestes Buch La Cuisine des Pauvres ist erstmals 1970 in französischer Sprache erschienen. Einerseits kann dieses Buch als ein Kochbuch mit Anweisungen zur Zubereitung von Speisen, die sie bei armen Menschen in verschiedenen Weltregionen aufgezeichnet hat, verstanden werden. Anderseits trägt dieses Buch ethnographische Züge. So kärt Couffignal über die sozialgeschichtlichen Entstehungskontexte sowie regionalen Verbreitungen und Varianten der jeweiligen Gerichte auf. Eröffnet wird das Buch mit einem Essay, der die sozialen Verhältnisse der von ihr bereisten Regionen reflektiert. Dabei setzt sie sich mit Fragen um Armut, globale Nahrungsversorgung, Vegetarismus und kulturelle Einbettungen von Ernährungsgewohnheiten auseinander.
Übersetzungen erfolgten ins Englische (The Cookery of the Poor) [spätestens 1973] und The Peoples’ Cookbook: Staples, Delicacies & Curiosities from Earth’s Humble Kitchens [1977], Niederländische (De keuken der armen [1970]) und Italienische (La cucina povera [1974]).

## Rezensionen
Über die erstmals 1978 erschienene deutsche Übersetzung schrieb Der Spiegel: „Nobel gedruckt auf teurem Papier und in küchen festem Umschlag aus Fettpapier erscheint das Gegenbuch zu allen Schlemmerbänden Siebecks, Bessers und Bocuses: »Die Küche der Armen« von Huguette Couffignal.“  Es versammle „Billig-Rezepte […] vornehmlich der Dritten Welt“, doch für das Nachkochen in Europa seien die Zutaten „teuer und rar“.
Die 2023 neu übersetzte Ausgabe besprach Marie Schmidt in der Süddeutschen Zeitung. Couffignal erzähle vom Alltag der Armen verschiedener Weltgegenden, und wie die Menschen unter einfachsten Bedingungen kochten und Essen haltbar machten. Dabei habe sie schon in den Siebzigerjahren „einen scharfen Blick für die Ausbeutung natürlicher Ressourcen“ gehabt. Couffignal wusste auch, wie Igel, Elefanten und Eidechsen zubereitet wurden. Der vegetarische Teil ihrer Rezepte mit Zutaten wie Tofu, Algen, Linsen und Kichererbsen entspreche dem heutigen Alltag hierzulande. Joachim Bessing schreibt über diese Neuausgabe im Bellevue der Neuen Zürcher Zeitung, dass Couffignals Arbeit gerade erst zu „einer so interessanten wie vergnüglichen Lektüre“ werde, denn sie sei „nicht vordergründig aus politischem Interesse geschrieben, sondern aus kulinarischem“. Couffignal, die „als eine Art Wiedergängerin von Annemarie Schwarzenbach oder Madame Blawatzki um die Erde“ gereist sei, beleuchte eine ansonsten kaum bekannte „kulinarische Dunkelzone“. Für den Rezensent von Die Zeit ist das Buch „eine für den Hausgebrauch teils nützliche Rezepte-Sammlung sowie ein ethnologischer Essay“. Huguette Couffignal schreibe „so ungerührt und lakonisch über Irres, dass gerade die unrealistischen Rezeptideen die Lektüre lohnen“.

## Schriften (Auswahl)
- La Cuisine rustique, Charente, Gascogne, Guyenne, Quercy. Robert Morel Éditeur, Paris 1969
- J’aime le pain. Robert Morel Éditeur, Paris 1969
- La Cuisine des Pauvres. Robert Morel Editeur, Paris 1970
  - Küche der Armen. Mit 300 Rezepten aus aller Welt. (1. Auflage 1978) revidierte Ausgabe. Aus dem Französischen von Monika Junker-John u. Helmut Junker, März Verlag, Berlin 2023, ISBN 978-3-7550-0018-1.
- J’aime les noix. R. Morel 1970
- La cuisine rustique pays basques. Robert Morel Éditeur, Paris 1971
- 1000 et un trucs de cuisine. Édition Solar, Paris 1976
- La cuisine paysanne. L'Auvergne, Le Bourbonnais, Le Limousin, Le Quercy..  Édition Solar, Paris 1976, ISBN 2-263-00046-1. (Auszug digitalisiert in Gallica)
- La cuisine des pays d’Oc. Édition Solar, Paris 1976 (digitalisiert in Gallica)
- La Cuisine, Landes, Gironde, Périgord. Édition Solar, Paris 1977
- L’astrologie dans votre assiette. 1985